# Giovanni Gauteri
Giovanni Gauteri (Demonte, XV secolo – XVI secolo) è stato un letterato italiano, rector scholarum a Saluzzo intorno al 1480, esponente dell'umanesimo piemontese.

## Biografia
Originario di Demonte in provincia di Cuneo, la sua attività è da ricoleggare a quella degli umanisti piemontesi Bartolomeo Pascali e Facino Tiberga, che avevano saputo dare un contributo onesto e chiaro alla causa degli studia humanitatis» in Piemonte, in un ambiente periferico sensibile all'umanesimo.